# Calonne-Ricouart
Calonne-Ricouart är en kommun i departementet Pas-de-Calais i regionen Hauts-de-France i norra Frankrike. Kommunen ligger i kantonen Divion som tillhör arrondissementet Béthune. År 2022 hade Calonne-Ricouart 5 416 invånare.

## Befolkningsutveckling
Antalet invånare i kommunen Calonne-Ricouart
| Referens: INSEE |